# Facing Your Enemy
Facing Your Enemy è il nono album in studio della band power metal tedesca At Vance.
Olaf Lenk e Rick Altzi sono indicati come gli unici membri ufficiali della band in questo disco. Compaiono quindi come ospiti turnisti Chris Hill al basso e Casey Grillo (dei Kamelot) alla batteria. Quest'ultimo ha registrato le parti di batteria in Florida, presso gli Above The C Studios di Tampa

## Tracce

### Edizione standard
Testi e musiche di Olaf Lenk eccetto dove diversamente indicato.
1. Heaven Is Calling – 4:49
2. Facing Your Enemy – 4:30
3. Eyes of a Stranger – 3:42
4. Fear No Evil – 3:51
5. Live & Learn – 3:31
6. Don't Dream – 5:23
7. See Me Crying – 6:04
8. Saviour – 3:38
9. Tokyo – 4:08
10. March of the Dwarf – 1:52
11. Fame and Fortune – 4:20
12. Things I Never Needed (alla voce Olaf Lenk) – 3:43

### Tracce bonus
1. The Evil In You (versione acustica) – 5:00

## Formazione

### Gruppo
- Rick Altzi – voce
- Olaf Lenk – chitarra, tastiere, voce (traccia 12)

### Ospiti e turnisti
- Chris Hill – basso
- Casey Grillo – batteria

### Produzione
- Olaf Lenk – registrazione
- Casey Grillo – registrazione
- Arnold Lindberg - missaggio presso Sound Industry Studio (Svezia))
- Thomas Weber – fotografia
- Alexandra Dekimpe – fotografia
- Thomas Ewerhard – artwork